# الكسندر فاغنر
الكسندر فاغنر (بالبولندية: Aleksander Wagner)‏ هو لاعب شطرنج بولندي، ولد في 7 أغسطس 1868، وتوفي في 1942.

## وصلات خارجية
- الكسندر فاغنر على موقع مباريات الشطرنج (الإنجليزية)
- الكسندر فاغنر على موقع 365Chess.com (الإنجليزية)